# 地粉 (漆工)
地粉（じのこ）とは、漆工において漆の下地として用いられる粉末である。地粉は粘土、火山灰層の土、瓦などの素材を粉末にしたのちに焼いて作られており、生漆と共に下地として用いられる。産出地としては石川県の輪島や山科が知られる。輪島のものはケイ酸アルミニウムを主成分としており、輪島塗では砥の粉など他の粉末は用いられない。技法的には漆と混ぜてヘラで塗布するか、漆を刷毛塗りした上に蒔くかで用いられ、おもに堅地や蒔地で用いられる技法である。なお、砥の粉との違いは、砥の粉のほうがより粒子が細かい点である。
地粉は古くから用いられており、奈良時代には「土漆」と呼ばれていた。奈良時代の作例としては法隆寺献納宝物の漆皮箱があり、輪島で産出する地粉と同様に珪藻土が含まれていることが確認されている。